# Berend (település)
Berend (románul Berindan) falu Romániában, Szatmár megyében. Közigazgatásilag Szatmárudvari községhez tartozik.

## Földrajza
A Szamos jobb partján, a megyeszékhely Szatmárnémetitől 14, a községközpont Szatmárudvaritól mintegy három kilométerre helyezkedik el. 
A falu melletti 34 hektáros mocsár területéből 26 hektárnyi víz alatt van, 8 hektár pedig náddal borított. A tóban amur, ponty, csuka, kárász, bodorka és compó él. A tó a  fehér tündérrózsa (Nymphaea alba) élőhelye.

## Története
Első írásos említése 1330-ból ismert. A 14. század elején már templommal rendelkezett; ekkor a birtokosa a szász származású Berendi család volt. Az idők folyamán Berendnezew, Berendh, Bertent, Berent neveken is előfordult.
A település lakossága az alábbiak szerint változott:
|                                    | 1880 | 1900 | 1920 | 1941 | 1956 | 1977 | 1992 | 2002 | 2011 |
| ---------------------------------- | ---- | ---- | ---- | ---- | ---- | ---- | ---- | ---- | ---- |
| Román                              | 181  | 53   | 220  | 11   | n.a. | 31   | 25   | 29   | 29   |
| Magyar                             | 210  | 436  | 328  | 632  | n.a. | 108  | 75   | 57   | 56   |
| Más nemzetiségű / Nem nyilatkozott | 25   | -    | 16   | 9    | n.a. | –    | –    | –    | 16   |
| Összesen                           | 416  | 489  | 564  | 652  | 714  | 139  | 100  | 86   | 101  |

Az 1970. május 14-i árvíz a falu 50%-át elpusztította, az árvíz következtében Berend (több más környékbeli faluval együtt) elnéptelenedett.
2011-ben Berend egyike volt annak a 83 magyar és román településnek, amelyek folyóparti területeiről az Ecocaritas Egyesület, az Erdélyi Kárpát Egyesület és a Zona Metropolitana Egyesület összeszedte a hulladékot, és mérte az akciónak a víz minőségére gyakorolt hatását.
A község 2018-ban Csenger városával közös környezetvédelmi projektet indított Határtalan zöld folyosó néven a berendi mocsár és egy Szamos-holtág, illetve a Csenger központjában levő tó rehabilitálására.

## Látnivalók
A faluban református és görög katolikus templom található; egyik sem műemlék.